# Pterygopappus lawrencei
Pterygopappus es un género monotípico de plantas con flores perteneciente a la familia de las asteráceas. Su única especie: Pterygopappus lawrencei, es originaria de Australia en Tasmania.

## Descripción
Pterygopappus lawrencei es endémica de Tasmania. Es una planta alpina que forma una alfombre muy distintiva con densas hojas verdes azuladas. Está muy extendida en las zonas alpinas, pero más abundante en el este.

## Taxonomía
Pterygopappus lawrencei fue descrita por  Joseph Dalton Hooker   y publicado en London Journal of Botany 6: 120. 1847.
Sinonimia
- Pterygopappus lawrencii Hook.f.[4]